# バレーボールチェコ女子代表
バレーボールチェコ女子代表（バレーボールチェコじょしだいひょう）は、バレーボールの国際大会で編成されるチェコの女子バレーボールナショナルチームである。
本項では1992年までのチェコスロバキアも一緒に扱う。
1947年に国際バレーボール連盟へ加盟。

## 歴史
世界選手権では、チェコスロバキア時代の52年大会、60年大会で銅メダルを獲得した歴史があるが、それ以降は欧州選手権では数回メダルを獲得しているものの、三大大会では目立った成績を残せていない。
近年の三大大会出場は2002年、2010年の世界選手権に留まっている。
2002年のドイツ大会では、1次予選Aグループでメキシコと日本に勝利し、開催国ドイツ相手にフルセットまで持ち込む好勝負を見せるも、結果1次予選で敗退し19位に終わった。
2010年の日本大会では、当時世界ランキング38位で参加。1次予選はブラジルやイタリアといった強豪国の属するBグループに入った。初戦のオランダ戦ではストレートで敗戦。しかし、2戦目では当時世界ランキング1位のブラジルを相手に負けはしたもののフルセットの勝負を演じ、チームの実力の片鱗をのぞかせた。
さらに、4戦目では当時世界ランキング4位のイタリアにフルセットで勝利し、世界選手権で強豪国相手に大きな一勝をものにした。勢いにのったチェコは3勝2敗でBグループ4位で1次予選を通過した。
しかし、2次予選は調子を落とし、4戦全敗で決勝ラウンド進出を逃し、最終結果15位で大会の幕を閉じた。
2012年のヨーロッパリーグで初優勝を果たし、来年のワールドグランプリの出場権を獲得した。

## 過去の成績

### オリンピックの成績
- 1964年 - 不出場
- 1968年 - 6位
- 1972年 - 7位

### 世界選手権の成績
| - 1952年 - 銅メダル - 1956年 - 4位 - 1960年 - 銅メダル - 1962年 - 6位 - 1967年 - 不出場 - 1970年 - 5位 - 1974年 - 17位 | - 1978年 - 12位 - 1982年 - 不出場 - 1986年 - 11位 - 1990年 - 不出場 - 1994年 - 9位 - 1998年 - 欧州予選敗退 - 2002年 - 17位 | - 2006年 - 欧州予選敗退 - 2010年 - 15位 - 2014年 - 欧州予選敗退 - 2018年 - 欧州予選敗退 - 2022年 - 18位 |

### 欧州選手権の成績
| - 1949年 - 準優勝 - 1950年 - 3位 - 1955年 - 優勝 - 1958年 - 準優勝 - 1963年 - 6位 - 1967年 - 3位 - 1971年 - 準優勝 - 1975年 - 5位 - 1977年 - 5位 | - 1979年 - 7位 - 1981年 - 6位 - 1983年 - 8位 - 1985年 - 4位 - 1987年 - 3位 - 1989年 - 5位 - 1991年 - 5位 - 1993年 - 準優勝 - 1995年 - 10位 | - 1997年 - 3位 - 2001年 - 11位 - 2003年 - 11位 - 2007年 - 9位 - 2009年 - 10位 - 2011年 - 8位 - 2013年 - 10位 - 2015年 - 11位 - 2017年 - 12位 - 2021年 - 15位 - 2023年 - 8位 |

## 歴代代表選手
| - テレサ・ロッシ - アネタ・ハブリチコバ - イバナ・プルホトバ - クリスティナ・パストロバ - エレナ・ハベルコバ - ルツィエ・ミュールシュタイノバ - テレサ・バンジュロバ - サルカ・バルボルコバ | - ユリエ・ヤショバ - アンドレア・コッサニオバ - ミカエラ・ムレインコバ - マグダレナ・イェラロバ - ダニエラ・ディグリノバ - ガブリエラ・オルボソバ - エラ・コウリシアニ - モニカ・ブランチュスカ |